# Håkon Skogseid
Håkon Skogseid (Bærum, 14 gennaio 1988) è un ex calciatore norvegese, di ruolo difensore.

## Caratteristiche tecniche
Skogseid è un terzino destro d'attitudine offensiva che fa della velocità la propria dote migliore.

## Carriera

### Club

#### Stabæk
Skogseid ha iniziato la carriera professionistica con la maglia dello Stabæk. Proprio con questa maglia, il 29 ottobre 2006 ha esordito nell'Eliteserien: ha sostituito Inge André Olsen nel successo per 8-0 sul Molde. È stato l'unico incontro di campionato disputato con questa casacca.

#### Notodden
Nel 2007 è passato al Notodden, club militante nella 1. divisjon. Ha debuttato in data 30 settembre, nella vittoria casalinga per 3-1 sull'Haugesund. Ha giocato 35 partite per il Notodden, nel successivo anno e mezzo.

#### Viking
Ha firmato poi per il Viking nel 2009, tornando così nell'Eliteserien. Ha giocato il primo match per questo club il 15 marzo, nella vittoria per 3-0 sull'Odd Grenland. Il 22 marzo ha segnato la prima rete per la squadra (e nella massima divisione): è stato suo infatti il gol che ha sancito il pareggio per 1-1 contro il Lillestrøm. Si è svincolato al termine del campionato 2014.

#### Odense
Senza contratto, il 23 gennaio 2015 ha firmato un contratto valido fino al termine della stagione con i danesi dell'Odense: ha scelto la maglia numero 28. Ha debuttato nella Superligaen in data 23 febbraio, schierato titolare nella sconfitta per 3-0 sul campo del Midtjylland. Il 2 giugno, l'Odense ha reso noto che il contratto del giocatore non sarebbe stato rinnovato. Ha chiuso l'esperienze nella formazione danese con 15 partite nella massima divisione locale, senza segnare alcuna rete.

#### Lillestrøm
Il 17 agosto 2015 ha firmato un contratto valido per il successivo anno e mezzo con il Lillestrøm, facendo così ritorno in Norvegia. Ha scelto di vestire la maglia numero 16. Si è svincolato al termine del campionato 2016.

#### Il ritorno allo Stabæk
Il 24 gennaio 2017, lo Stabæk ha reso noto d'aver ingaggiato Skogseid: il giocatore ha scelto di vestire la maglia numero 6. Si è ritirato al termine del campionato 2018.

### Nazionale
Skogseid ha giocato 9 partite per la Norvegia under 21. Ha debuttato nel successo per 0-2 contro il Liechtenstein under 21, giocando da titolare.

## Statistiche

### Presenze e reti nei club
Statistiche aggiornate al 10 gennaio 2019.
| Stagione          | Club              | Campionato        | Campionato | Campionato | Coppe nazionali | Coppe nazionali | Coppe nazionali | Coppe continentali | Coppe continentali | Coppe continentali | Supercoppe | Supercoppe | Supercoppe | Totale | Totale |
| Stagione          | Club              | Comp              | Pres       | Reti       | Comp            | Pres            | Reti            | Comp               | Pres               | Reti               | Comp       | Pres       | Reti       | Pres   | Reti   |
| ----------------- | ----------------- | ----------------- | ---------- | ---------- | --------------- | --------------- | --------------- | ------------------ | ------------------ | ------------------ | ---------- | ---------- | ---------- | ------ | ------ |
| 2006              | Stabæk            | ES                | 1          | 0          | CN              | 0               | 0               | -                  | -                  | -                  | -          | -          | -          | 1      | 0      |
| gen.-ago. 2007    | Stabæk            | ES                | 0          | 0          | CN              | 1               | 0               | -                  | -                  | -                  | -          | -          | -          | 1      | 0      |
| ago.-dic. 2007    | Notodden          | 1D                | 5          | 0          | CN              | -               | -               | -                  | -                  | -                  | -          | -          | -          | 5      | 0      |
| 2008              | Notodden          | 1D                | 30         | 0          | CN              | ?               | ?               | -                  | -                  | -                  | -          | -          | -          | ?      | ?      |
| Totale Notodden   | Totale Notodden   | Totale Notodden   | 35         | 0          |                 | ?               | ?               |                    | -                  | -                  |            | -          | -          | ?      | ?      |
| 2009              | Viking            | ES                | 30         | 3          | CN              | 2               | 0               | -                  | -                  | -                  | -          | -          | -          | 32     | 3      |
| 2010              | Viking            | ES                | 29         | 2          | CN              | 5               | 0               | -                  | -                  | -                  | -          | -          | -          | 34     | 2      |
| 2011              | Viking            | ES                | 27         | 0          | CN              | 5               | 0               | -                  | -                  | -                  | -          | -          | -          | 32     | 0      |
| 2012              | Viking            | ES                | 27         | 1          | CN              | 4               | 0               | -                  | -                  | -                  | -          | -          | -          | 31     | 1      |
| 2013              | Viking            | ES                | 28         | 1          | CN              | 3               | 0               | -                  | -                  | -                  | -          | -          | -          | 31     | 1      |
| 2014              | Viking            | ES                | 13         | 1          | CN              | 3               | 0               | -                  | -                  | -                  | -          | -          | -          | 16     | 1      |
| Totale Viking     | Totale Viking     | Totale Viking     | 154        | 8          |                 | 22              | 0               |                    | -                  | -                  |            | -          | -          | 176    | 8      |
| gen.-giu. 2015    | Odense            | SL                | 15         | 0          | CD              | -               | -               | -                  | -                  | -                  | -          | -          | -          | 15     | 0      |
| ago.-dic. 2015    | Lillestrøm        | ES                | 7          | 0          | CN              | -               | -               | -                  | -                  | -                  | -          | -          | -          | 7      | 0      |
| 2016              | Lillestrøm        | ES                | 28         | 0          | CN              | 1               | 0               | -                  | -                  | -                  | -          | -          | -          | 29     | 0      |
| Totale Lillestrøm | Totale Lillestrøm | Totale Lillestrøm | 35         | 0          |                 | 1               | 0               |                    | -                  | -                  |            | -          | -          | 36     | 0      |
| 2017              | Stabæk            | ES                | 23         | 2          | CN              | 4               | 0               | -                  | -                  | -                  | -          | -          | -          | 27     | 2      |
| 2018              | Stabæk            | ES                | 0          | 0          | CN              | 0               | 0               | -                  | -                  | -                  | -          | -          | -          | 0      | 0      |
| Totale Stabæk     | Totale Stabæk     | Totale Stabæk     | 24         | 2          |                 | 5               | 0               |                    | -                  | -                  |            | -          | -          | 29     | 2      |
| Totale            | Totale            | Totale            | 263        | 10         |                 | ?               | ?               |                    | -                  | -                  |            | -          | -          | ?      | ?      |